# Francesco Maria Brancaccio

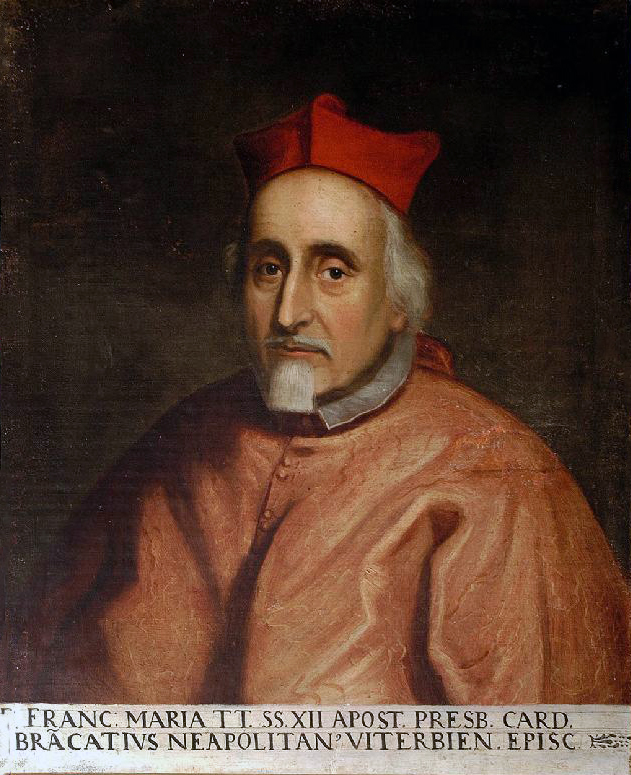
Francesco Maria Brancaccio (Italienische Werkstatt, Mitte 17. Jh.)

Francesco Maria Brancaccio (* 15. April 1592 in Canneto di Bari, Adelfia, Apulien; † 9. Januar 1675 in Rom) war ein italienischer Bischof und Kardinal neapolitanischer Herkunft.

## Leben

### Herkunft und frühe Jahre
Francesco Brancaccio entstammte einer alten und vornehmen neapolitanischen Familie und war der Sohn von Baron Muzio II. Brancaccio, Vizekönig von Apulien, und dessen Ehefrau Zenobia di Costanza. Der Familienname wird auch als Brancacci oder Brancati wiedergegeben. Sein Neffe Stefano Brancaccio wurde später ebenfalls Kardinal, ein anderer Neffe, Emmanuele Brancaccio, wurde Bischof von Ariano. Vor ihm waren bereits fünf andere Mitglieder der Familie in den Kardinalsstand erhoben worden, dies waren Landolfo Brancaccio, Niccolò Brancaccio (Pseudokardinal durch Gegenpapst Clemens VII.), Rinaldo Brancaccio, Ludovico Bonito und Tommaso Brancaccio (Pseudokardinal durch Gegenpapst Johannes XXIII.)
Francesco Maria Brancaccio studierte am Jesuitenkolleg in Neapel, wo er am 5. November 1611 zum Doctor iuris utriusque und am 30. September 1620 zum Doctor theologiae promoviert wurde. Die Priesterweihe empfing er am 21. September 1619 in Neapel. Unter dem Pontifikat von Gregor XV. trat er als Päpstlicher Hausprälat und Referendar an den Gerichtshöfen der Apostolischen Signatur in den Dienst der Kurie. Ab dem 2. Februar 1623 war er Gouverneur von Fabriano, 1626 Gouverneur von Todi und im Jahr darauf Gouverneur von Terni.

### Bischof und Kardinal
Am 9. August 1627 wurde er zum Bischof von Capaccio ernannt. Die Bischofsweihe spendete ihm am 8. September 1627 in der römischen Kirche Sant’Andrea della Valle Kardinal Cosimo de Torres; Mitkonsekratoren waren Erzbischof Giuseppe Acquaviva und Francesco Nappi, Bischof von Polignano. Gemeinsam mit ihm empfingen Annibale Mascambruno, Bischof von Castellammare di Stabi, Luis Jiménez, Bischof von Ugento, sowie Giacobino Marenco, Bischof von Saluzzo, die Bischofsweihe.
Papst Urban VIII. kreierte ihn im Konsistorium vom 28. November 1633 zum Kardinalpriester, den roten Hut und Santi XII Apostoli als Titelkirche empfing Francesco Maria Brancaccio am 9. Januar des folgenden Jahres. Auf den Bischofssitz von Capaccio verzichtete er vor dem 12. Februar 1635. Laut seiner Biografie auf der Webseite des Bistums Frascati soll es damit folgende Bewandtnis gehabt haben: Als Bischof von Capaccio war Brancaccio wegen einer Rechtssache mit einem spanischen Beamten in ein Wortgefecht geraten. Als jener getötet wurde, wurde der Bischof beschuldigt, an dessen Ermordung beteiligt gewesen zu sein. Da er befürchten musste, von den örtlichen Behörden ohne Verhandlung in Haft genommen zu werden, floh Brancaccio in den Kirchenstaat, wo der Papst ihm eine sichere Zuflucht und Verteidigung bot. Von der Unschuld des Bischofs überzeugt, erklärte Urban VIII. Brancaccio für schuldlos. Dennoch zogen die Behörden des Königreichs Neapel die Einkünfte der Diözese ein und bedrohten diejenigen, die Brancaccio weiterhin als Bischof anerkannten, mit empfindlichen Strafen. Es ging das Gerücht um, dass die Spanier ihn um jeden Preis tot sehen wollten. Der Papst hingegen, der Brancaccio vor der Willkür der neapolitanischen Justiz schützen wollte, erhob ihn zum Kardinalpriester von Santi XII Apostoli und forderte den neuernannten Kardinal auf, den konfiszierten Pfründen zu entsagen. Als – wenigstens teilweisen – Ausgleich für den plötzlichen Verlust seiner Einkünfte ernannte der Papst Brancaccio zum Bischof von Viterbo e Toscanella.
Tatsächlich wurde Francesco Maria Brancaccio am 13. September 1638 auf den Bischofssitz von Viterbo e Toscanella transferiert. Er nahm am Konklave 1644 teil, das Papst Innozenz X. wählte. Ferner war er Teilnehmer des Konklave 1655, aus dem Alexander VII. als Papst hervorging. Am 2. Juli 1663 optierte er zur Titelkirche San Lorenzo in Lucina. Er war Kardinalprotopriester. Am 11. Oktober 1666 optierte er zur Kardinalsklasse der Kardinalbischöfe und für das suburbikarische Bistum Sabina. Beim Konklave 1667 war er unter den Kardinälen, als Papst Clemens IX. gewählt wurde. Zum suburbikarischen Bistum Frascati optierte Francesco Maria Brancaccio am 30. Januar 1668. Beim Konklave 1669–1670, das schließlich Clemens X. auf den Stuhl Petri erhob, war Francesco Maria Brancaccio ein papabile, bis das Königreich Spanien die Exklusive (Veto) erhob.

### Letzte Jahre und Tod
Mitte des Jahres 1670 verzichtete Francesco Maria Brancaccio auf das Bistum Viterbo e Toscanella. Er optierte am 18. März 1671 zum suburbikarischen Bistum Porto-Santa Rufina und wurde Kardinalsubdekan. Von 1671 bis zu seinem Tod war er Präfekt der Kongregation für die Bischöfe und Regularen sowie der Kongregation für die Residenz der Bischöfe, ab August 1671 bis zu seinem Tod zudem Präfekt der Kongregation für die Riten und Zeremonien.
Francesco Maria Brancaccio starb am 9. Januar 1675 kurz vor 11 Uhr vormittags in Rom. Er wurde in der dortigen Kirche Il Gesù beigesetzt.

## Wirken
Seine Büchersammlung bildete den Grundstock der Biblioteca Brancacciana in Neapel. Er veröffentlichte einige Schriften, darunter eine, in der er den Genuss von Schokolade verteidigte und zeigte, dass diese als Fastenspeise geeignet sei.